# 803

## Родени
- Ду Му, китайски поет

## Починали
- Кардам